# Distrikt San Antonio de Antaparco
Der Distrikt San Antonio de Antaparco liegt in der Provinz Angaraes in der Region Huancavelica im südwestlichen Zentral-Peru. Der Distrikt wurde am 7. April 1954 gegründet. Er besitzt eine Fläche von 33,9 km². Beim Zensus 2017 wurden 2454 Einwohner gezählt. Im Jahr 2007 lag die Einwohnerzahl bei 3055. Sitz der Distriktverwaltung ist die 2771 m hoch gelegene Ortschaft Antaparco mit 396 Einwohnern (Stand 2017). Antaparco liegt 35 km ostsüdöstlich der Provinzhauptstadt Lircay.

## Geographische Lage
Der Distrikt San Antonio de Antaparco liegt im ariden Andenhochland im Osten der Provinz Angaraes. Der Distrikt liegt am Westufer des nach Norden störmenden Río Cachi.
Der Distrikt San Antonio de Antaparco grenzt im Süden an den Distrikt Santo Tomás de Pata, im Westen an den Distrikt Secclla, im Norden an den Distrikt Julcamarca sowie im Osten an den Distrikt Santiago de Pischa (Provinz Huamanga).

## Ortschaften
Im Distrikt gibt es neben dem Hauptort folgende größere Ortschaften:
- Lambras (326 Einwohner)
- Maicena (322 Einwohner)
- Pampahuasi (283 Einwohner)